# Волков, Валентин Александрович
Валентин Александрович Волков (4 апреля 1926, с. Близнецы, Петушинский район, Владимирская область, РСФСР — 5 февраля 2017, Пенза, Российская Федерация) — советски и российский учёный, конструктор вооружений, директор Научно-исследовательского института физических измерений (НИИФИ) (1978—1992). Лауреат Государственной премии СССР.

## Биография
В 1947 г. окончил Владимирский авиационный техникум.
С 1947 по 1967 год работал в Пензе на заводе № 163 («Электроавтомат»): техник, начальник контрольно-испытательного цеха, начальник сборочного цеха, главный инженер.
В 1955 г. окончил вечернее отделение Пензенского политехнического института (ППИ) и заочную аспирантуру при НИИ авиации промышленности.
С 1967 г. — директор филиала пензенского НИИ измерительной техники.
В 1978—1992 гг. — директор НИИФИ («Научно-исследовательский институт физических измерений»).
Кандидат технических наук, профессор. 
Участник разработки и внедрения в производство аппаратуры для космического комплекса «Энергия-Буран» и других космических объектов.

## Награды и звания
Награжден орденами Ленина, Октябрьской революции, Трудового Красного Знамени, медалями.
Лауреат Государственной премии СССР (1991).
Отмечен почётным знаком «Ветеран космонавтики России».
Почётный гражданин города Пензы (2006).